# 柳家福治
柳家 福治（やなぎや ふくじ、1957年3月2日 - ）は、広島県広島市出身の落語家。落語協会所属。本名∶山中 英嗣。出囃子∶『駕篭まり』。

## 経歴
崇徳高等学校、広島修道大学商学部商業学科卒業。
1981年5月、十代目柳家小三治に入門。翌年2月に前座になる。前座名「つむ治」。
1986年9月、橘家鷹蔵、三遊亭乱丈と共に二ツ目に昇進。福治に改名。
1996年3月に春風亭勢朝、いなせ家半七、三遊亭窓里、林家とんでん平、柳家さん福、橘家蔵之助、三遊亭らん丈、橘家仲蔵とともに真打に昇進。

## 芸歴
- 1981年3月 - 十代目柳家小三治に入門。
- 1982年2月 - 前座となる、前座名「つむ治」。
- 1986年9月 - 二ツ目昇進、「福治」と改名。
- 1996年3月 - 真打昇進。

## 人物
池袋演芸場の落語協会特選会で三遊亭吉窓、いなせ家半七と共にはなし武芸長という会を開いている。半七の死後は「吉窓・福治二人会」として開催している。
古今亭菊丸は高校・大学の先輩で、池袋演芸場で二人会を開いていた。
柳家小袁治、林家ぎん平、春風亭一朝、三遊亭小金馬、林家とんでん平と共に勉強会「あやめ寄席」メンバーだった。